# Guettarda preneloupii
Guettarda preneloupii är en måreväxtart som beskrevs av Ignatz Urban. Guettarda preneloupii ingår i släktet Guettarda och familjen måreväxter. Inga underarter finns listade i Catalogue of Life.